# 柔術
柔術（日语：／ Jūjutsu */?，發音：[dʑɯꜜːʑɯtsɯ] ⓘ）是一種日本傳統武術，中心精神是避免對方的攻擊力量，並轉化為制服敵人的技術。有許多不同的流派，各種流著重在不同的技巧（投、逆、絞、當 四大技法），現代的柔道和合氣道均演變自柔術。

## 起源
柔術據說是起源自古代戰場上的廝殺，當時的戰鬥是穿著鎧甲來進行的，最初是類似相撲的二人插手合抱的形式，後來隨著技術發展，出現擰手腕、肘關節、倒身摔等。
柔術在古代有很多不同的名稱，如打手、縛打、捕手術、小具足、拳術、和術、鎧組討、體術等等。其中的鎧組討即穿著甲胄對打，小具足指裝備短刀對打。現代公認最早的柔術流派竹内流柔術早於天文元年（1532年）出現。至於柔術這個名稱最早由關口新心流流祖關口柔心提出，出自《老子‧任信‧第78》「天下莫柔弱於水，而攻堅強者莫之能勝，以其無以易之。弱之勝強柔之勝剛，天下莫不知莫能行。」，大約在戰國時代末年出現。
日本現代柔道是以「起倒流」眾基礎改創，因此起倒流很多規則，在現代柔道中還經常可以看到，或許可以說現代柔道是起倒流的主的衍生體。起倒者廣義地可意眾起立著將對手擊倒于地。起倒流柔術是福野流三代的寺田正重（1618年-1674年）創立的。起倒流傳到堀田時，努力從事柔術普及工作，其流得以中興。他的高足在京都有寺田市右衛門正淨，在江戶有瀧野遊軒，起倒流這時已天下聞名。瀧野在淺草三筋町開關道場時，他的弟子多達3千人，起倒流從此廣泛流傳。加藤有慶只是瀧野的優秀弟子之一，其餘還有鈴木好邦等等。

## 流派
| - 竹内流柔術 天文元年（1532）－木村政彥為此竹内流有關係的竹内三統流出身之柔道家 - 關口新心流 關口流柔術 - 浅山一传流 - 楊心流（高木流）1645 - 荒木流拳法 天正年間（1573～1592） - 戶田流 - 諸賞流 - 柳生心眼流 | - 小栗流 - 起倒流－柔道源流之一 - 良移心当（頭）流柔術 - 三浦流 - 磯貝流 - 楊心流 - 澀川流 - 氣樂流 | - 真神道流 - 制剛流 - 天神真楊流－柔道源流之二 - 不遷流 - 大東流合氣柔術－合氣道源流 - 鴻道流(何政峰2000) - 伊泉流合氣柔術 （伊泉魄雄 2009） |

## 外部連結
- 国際柔術連盟 (IJJF) （页面存档备份，存于）（英文）
- 全日本柔術連盟 （页面存档备份，存于）（日語）
- 台灣柔術總會T.J.J.F （页面存档备份，存于）（繁體中文）